# Universidad Kirghize de Economía
La Universidad Económica de Kirguistán es una universidad pública kirguisa ubicada en Biskek, Kirguistán. Especializada en economía y relaciones internacionales, es una de las mejores universidades de dicho país y una de las mejores de Asia Central en economía. Fue fundada en 1953.

## Historia
La Universidad de Economía de Kirguistán tiene su origen en el Colegio de Comercio Soviético de Frounzé, fundado en 1953, que se convirtió en el Colegio Comercial Biskek en 1991.
En 1995, Kamchybekov Tolobek Kadyralievich, ex vicerrector de la Universidad Nacional de Kirguistán, fue nombrado director del Colegio Comercial Biskek. El 27 de diciembre de 1997, la universidad recibió oficialmente el estatus de una institución de educación superior y se convirtió en el Instituto Estatal de Economía y Negocios de Biskek. En 2003, el instituto cambió su nombre y se convirtió en la Universidad Estatal de Economía y Emprendimiento en Biskek. Finalmente fue el 30 de octubre de 2010 que la Universidad pasó a llamarse Universidad de Economía de Kirguistán.

## Departamentos
Actualmente cuenta con 12 departamentos:
- Departamento de teoría económica y economía mundial
- Departamento de las finanzas y del control financiero
- Departamento de contabilidad, de análisis y de auditoría
- Departamento del turismo, de la hostelería y de la entrepreneuriat
- Departamento de informático aplicada
- Departamento de las ciencias de los productos, de la valoración de los productos y de la restauración
- Departamento de métodos matemáticos en economía
- Departamento de Estado y lenguas oficiales
- Departamento de las lenguas extranjeras
- Departamento de filosofía y ciencias sociales
- Departamento de economía, de gestión y de marketing
- Departamento de los bancos y de los seguros

## Enseñanza e investigación

### Formación
La Universidad de Economía de Kirguistán ofrece varios títulos de licenciatura y maestría (Comercio, Gestión, Economía, Marketing).

### Cooperaciones internacionales

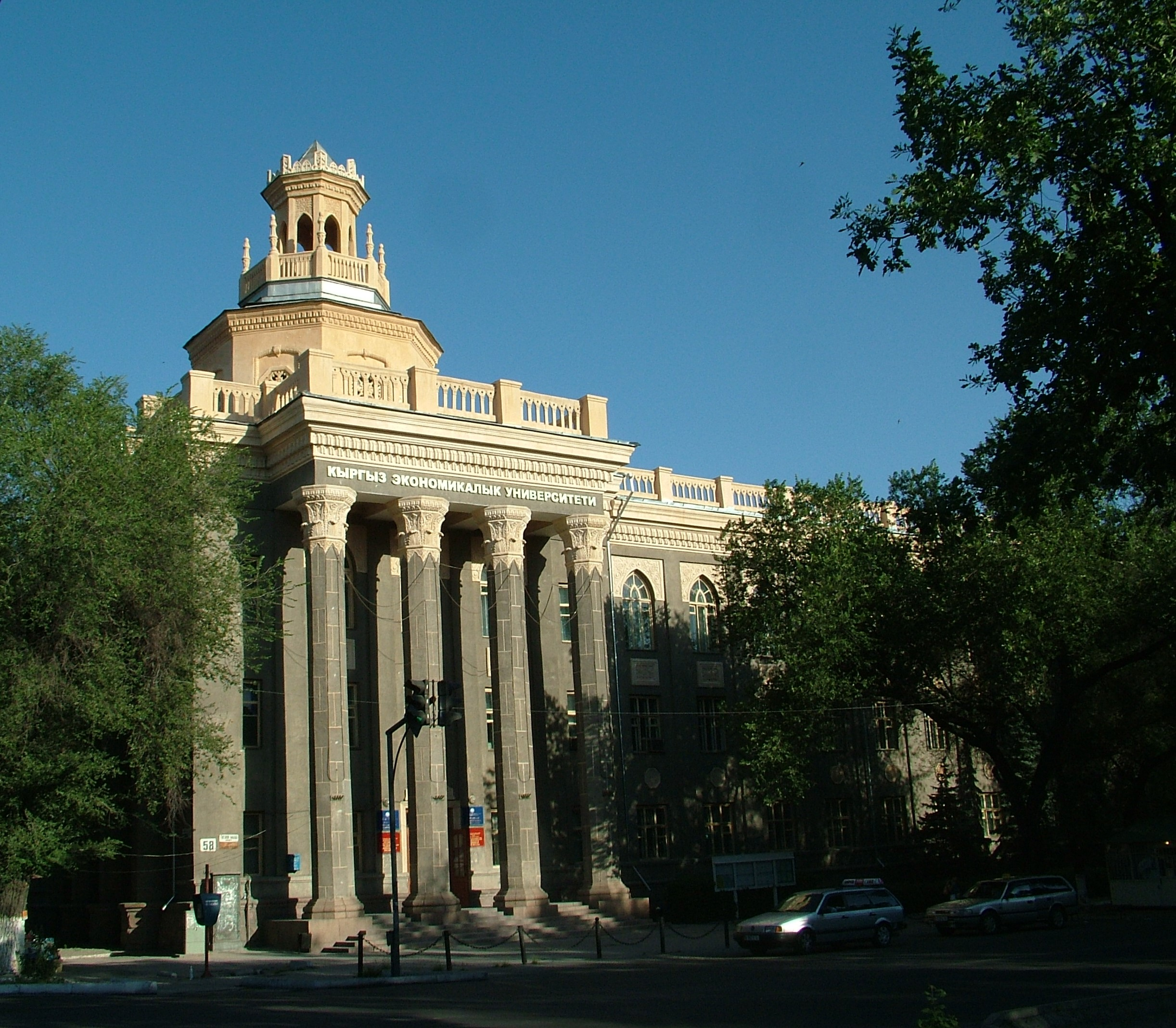
Principal edificio de la universidad.

La Universidad de Economía de Kirguistán, en el contexto de sus perspectivas de desarrollo internacional, se ha embarcado en una política de alianzas internacionales, en particular con universidades extranjeras, para promover la movilidad de estudiantes y personal.
La misma tiene asociaciones de intercambio con las siguientes universidades:
- Universidad de Ludwigshafen (Alemania)
- Universidad de Iasi (Rumanía)
- Universidad Masaryk (República Checa)
- Universidad de Valladolid (España)

### Investigación científica
La Universidad reúne un gran centro internacional de investigación que se centra en los problemas económicos de Kirguistán y Asia Central, pero también en la teoría económica en general, la aplicación de las matemáticas y la informática a la economía, el entrelazamiento de la economía en las relaciones internacionales, así como en torno a cuestiones financieras. Varios equipos internacionales lideran proyectos dentro de la Universidad.

## Vida Estudiante
Sus estudiantes organizan actividades estudiantiles en torno al Centro de Política Juvenil e Iniciativas Estudiantiles. 
La revista Maximum es publicada mensualmente por un comité editorial compuesto por estudiantes universitarios. El club intelectual Centurion tiene como objetivo reunir a los estudiantes para desarrollar el pensamiento analítico y lógico mediante la ampliación de horizontes. También hay un club de voluntarios, un conjunto creativo y un equipo nacional de baile.
Los estudiantes generalmente se reúnen en las 4 hermandades estudiantiles de la Universidad (Alpha, Beta, Gamma y Delta).

## Personalidades relacionadas
- Abdykaarov Alimardan, alumno de la Universidad Kirghize de economía, campeón de MMA Free Fight